# Daucus
Daucus L. è un genere di piante angiosperme della famiglia delle Apiacee.

## Tassonomia
Il genere comprende le seguenti specie:
- Daucus aleppicus J.Thiébaut
- Daucus aureus Desf.
- Daucus bicolor Sm.
- Daucus biseriatus Murb.
- Daucus broteri Ten.
- Daucus carota L.
- Daucus conchitae Greuter
- Daucus crinitus Desf.
- Daucus decipiens (Schrad. & J.C.Wendl.) Spalik, Wojew., Banasiak & Reduron
- Daucus della-cellae (Asch. & Barbey ex E.A.Durand & Barratte) Spalik, Banasiak & Reduron
- Daucus durieua Lange
- Daucus edulis (Lowe) Wojew., Reduron, Banasiak & Spalik
- Daucus elegans (Webb ex Bolle) Spalik, Banasiak & Reduron
- Daucus glaber (Forssk.) Thell.
- Daucus glaberrimus Desf.
- Daucus glochidiatus (Labill.) Fisch., C.A.Mey. & Avé-Lall.
- Daucus gracilis Steinh.
- Daucus guttatus Sm.
- Daucus hochstetteri A.Braun ex Engl.
- Daucus humilis (Lobin & K.H.Schmidt) Rivas Mart., Lousã, J.C.Costa & Maria C.Duarte
- Daucus incognitus (C.Norman) Spalik, Reduron & Banasiak
- Daucus insularis (Parl.) Spalik, Wojew., Banasiak & Reduron
- Daucus involucratus Sm.
- Daucus jordanicus Post
- Daucus junceus (Willk.) Mart.Flores & M.B.Crespo
- Daucus mauritii (Sennen ex Maire) Sennen
- Daucus melananthus (Hochst.) Reduron, Spalik & Banasiak
- Daucus microscias Bornm. & Gauba
- Daucus minusculus Pau ex Font Quer
- Daucus mirabilis (Maire & Pamp.) Reduron, Banasiak & Spalik
- Daucus montanus Humb. & Bonpl. ex Schult.
- Daucus muricatus (L.) L.
- Daucus pedunculatus (Baker f.) Banasiak, Spalik & Reduron
- Daucus pumilus (L.) Hoffmanns. & Link
- Daucus pusillus Michx.
- Daucus reboudii Coss. ex Batt.
- Daucus ribeirensis (K.H.Schmidt & Lobin) Rivas Mart., Lousã, J.C.Costa & Maria C.Duarte
- Daucus rouyi Spalik & Reduron
- Daucus sahariensis Murb.
- Daucus setifolius Desf.
- Daucus setulosus Guss. ex DC.
- Daucus subsessilis Boiss.
- Daucus syrticus Murb.
- Daucus tenuisectus Coss. ex Batt.
- Daucus virgatus (Poir.) Maire